# The Eyes of Truth
«The Eyes of Truth» es el segundo sencillo publicado por Enigma de los cuatro que se extraerían del álbum The Cross of Changes. Llegaría al n.º 21 en el Reino Unido.
Similar a «Age of Loneliness», la canción contiene samples de música folclórica mongola, además de samples extraídos del álbum Songs from the Victorious City de Anne Dudley y Jaz Coleman. También incluye samples de la canción «Ultraviolet (Light My Way)», de U2; de «Kiss that Frog», de Peter Gabriel; y de «Dreaming While You Sleep», de Genesis.
Sandra aparece brevemente susurrando la estrofa «The eyes of truth, are always watching you» en medio del tema. 

## Listado

### «The Eyes of Truth»
- CD maxi sencillo

1. Radio Edit — 4:36
2. Album Version — 7:27
3. The Götterdämmerung Mix (The Twilight of the Gods) — 7:17
4. Dub Version — 5:34

- Vinilo, sencillo 7 pulgadas

A: Radio Edit — 4:36

B: Dub Version — 5:34
- Vinilo, maxi sencillo 12 pulgadas

A: The Götterdämmerung Mix (The Twilight of the Gods) — 7:17

B1: Dub Version — 5:34

B2: Radio Edit — 4:36